# Климовская (Няндомский район)
Климовская — деревня в Няндомском районе Архангельской области.

## География
Находится в юго-западной части Архангельской области на расстоянии приблизительно 37 км на восток-северо-восток по прямой от административного центра района города Няндома на восточном берегу озера Большое Мошинское.

## История
В 1873 году здесь было учтено 10 дворов, в 1905 — 20. Тогда деревня входила в Каргопольский уезд Олонецкой губернии. До 2022 года входила в Мошинское сельское поселение до его упразднения.

## Население
Численность населения: 62 человека (1873 год), 103 (1905), 8 (русские 100 %) в 2002 году, 6 в 2010.